# Ратчабофит
Рачабопит (полное назв. Рачабопит Сапит Маха Симарам Рача Вора Маха Вихан) — буддийский храм расположенный в Атсаданге, в Бангкоке, Таиланд, вдоль канала Клонг, недалеко от храма Ват По и Большого дворца. Храм был построен по эпоху правления Чулалонгкорна.

## Архитектура
Храм имеет уникальное расположение, со своим убосотом и виханом он плавно присоединяется к круглому двору в центре которой стоит позолоченная и покрытая оранжевой плиткой чеди (43 метра в выс.). Сверху башню украшает большой золотой шар, внутри которой заключены части мощей Будды. Чеди была построена в шри-лангском стиле.
Основной зал храма имеет 10 дверных и 28 оконных панелей и каждая украшена позолоченными черным лаком изнутри.
Внутренняя часть храма была спроектирована итальянскими архитекторами, подобная идея осенила короля Чулалонгкона после его визита в Италию.
Входные двери имеют высокие 3х метровые украшения с перламутровыми вставками из жемчуга, которые представляют различные медали и знаки отличия.

## Королевская усыпальница
В западной части храма покоятся члены королевской семьи, особенно много ближайших родственников короля Чулалонгкона. Один из памятников, Рангзи Вадана хранит в себе прах Махидола Адульядета, Синакаринтры и Галияни Вадана.

## Галерея
|  |  |  |

|  |  |  |